# Близнаците Крамп
„Близнаците Крамп“ (на английски: The Cramp Twins) е американски анимационен сериал, създаден от Брайън Ууд. Премиерата във Великобритания е на 3 септември 2001 г. по BBC1 и по Cartoon Network. Вторият сезон стартира през есента на 2004 г. Излъчени са общо четири сезона. Стартира по-късно същата година по европейския Картун Нетуърк.
Главни герои са двама близнаци, които не си приличат и не се разбират добре.